# جایزه بزرگ بریتانیا ۱۹۵۰
جایزه بزرگ بریتانیا ۱۹۵۰ (انگلیسی: ‎1950 British Grand Prix‎)، که به‌طور رسمی با نام جایزه بزرگ باشگاه اتومبیل سلطنتی شناخته می‌شود، یک مسابقهٔ موتوری در رشتهٔ اتومبیل‌رانی فرمول یک بود که در تاریخ ۱۳ مهٔ ۱۹۵۰ در پیست سیلورستون واقع در سیلورستون، انگلستان برگزار شد. این گراند پری در میان ۷ گراند پری در فصل ۱۹۵۰، مسابقهٔ شمارهٔ ۱ بود.
در این مسابقه که در ۷۰ دور و به مسافت ۳۲۵٫۴۳۰ کیلومتر (۲۰۲٫۲۱۳ مایل) برگزار شد، پول پوزیشن توسط جوزپه فارینا کسب شد و سریع‌ترین زمان برای طی یک دور پیست که برابر با ۱:۵۰٫۶ بود نیز توسط جوزپه فارینا به ثبت رسید.
جوزپه فارینا از تیم آلفا رومئو، لوئیجی فاجولی از تیم آلفا رومئو و رج پارنل از تیم آلفا رومئو به‌ترتیب مقام‌های اول تا سوم مسابقه را کسب کردند.

## رده‌بندی قهرمانی پس از مسابقه
| رده‌بندی قهرمانی رانندگان \| جایگاه \| راننده \| امتیاز \| \| -------- \| ---------------- \| ------ \| \| ۱ \| جوزپه فارینا \| ۹ \| \| ۲ \| لوئیجی فاجولی \| ۶ \| \| ۳ \| رج پارنل \| ۴ \| \| ۴ \| ایو ژیرو-کبانتوس \| ۳ \| \| ۵ \| لویی روزیه \| ۲ \| \| منبع:[۱] \| \| \| |                  |        |
| جایگاه | راننده           | امتیاز |
| ۱ | جوزپه فارینا     | ۹      |
| ۲ | لوئیجی فاجولی    | ۶      |
| ۳ | رج پارنل         | ۴      |
| ۴ | ایو ژیرو-کبانتوس | ۳      |
| ۵ | لویی روزیه       | ۲      |
| منبع: |                  |        |

یادداشت
- تنها پنج جایگاه نخست از هر رده‌بندی نمایش داده شده‌است.